# Спрунг, Анна
Анна Спрунг (нем. Anna Sprung; до замужества — Анна Филипповна Волкова; род. 16 мая 1975, Елизово, Камчатская область) — российская и австрийская биатлонистка, чемпионка мира 1998 года и вице-чемпионка мира 1997 года в командной гонке, участница Олимпийских игр 1998 года в Нагано. Мастер спорта международного класса. Победительница 2 этапов Кубка мира.
После сезона 1997/1998 Анна вышла замуж за австрийского бизнесмена Герхарда Спрунга, сменила фамилию и гражданство. 19-е место в гонке преследования на чемпионате мира-2004 было пиком её спортивной карьеры в новой стране, а в 2005 году Спрунг принимает решение завершить спортивную карьеру. Сейчас вместе с мужем владеет кафе в Рамзау. Ведёт тренерскую деятельность по биатлону.

## Кубок мира
- 1996/97 — 15 место
- 1997/98 — 14 место
- 1998/99 — 29 место
- 2001/02 — 45 место
- 2002/03 — 44 место
- 2003/04 — 39 место
- 2004/05 — 74 место

### Участие в Олимпийских играх
| Год  | Место проведения | Инд | Спр | Эст |
| ---- | ---------------- | --- | --- | --- |
| 1998 | Нагано           | -   | 44  | -   |